# John Borlase Warren
Pour les articles homonymes, voir Warren.
John Borlase Warren, né le 2 septembre 1753 à Stapleford dans le Nottinghamshire et décédé le 27 février 1822 à Londres, 1er baronnet, est un officier de marine britannique. Il termine sa carrière dans la Royal Navy avec le grade d'admiral.

## Biographie
En 1795, il dirige l'escadre anglaise lors de l'expédition de Quiberon. Dans ses mémoires, l'officier royaliste français Jacques Le Prestre de Vauban le qualifie de « franc, ouvert, aussi vrai que valheureux, prêt à tout pour opérer le bien, d'une activité inimaginable, un des grands marins de son pays, ayant disputé de zèle et de dévouement pour servir notre cause ».